# كازوما إينوي
كازوما إينوي (باليابانية: 井上 和馬) (9 يناير 1990 في كاناغاوا في اليابان – )؛ هو لاعب كرة قدم ياباني سابق كان يلعب كمهاجم.

## وصلات خارجية
- كازوما إينوي على موقع رابطة كرة القدم اليابانية للمحترفين (اليابانية)